# GAMBLER! -勝負師-
『GAMBLER! -勝負師-』（ギャンブラー）は、鹿賀ミツルによる日本の漫画作品。 『近代麻雀オリジナル』（竹書房）にて2010年6月号から連載され、2011年10月号で第一部は完結し、現在は休載中。

## 概要
前作『ギャンブルッ!』の続編的な物語として描かれており、本作では麻雀が種目とされている。ローカル役が採用されているのも本作の特徴。第1部では舞台は京都となっており、同時に『週刊少年サンデー』に連載していた作者が原作を担当する漫画『おすもじっ!◆司の一貫◆』も舞台が京都となっており、主人公と第零話の人物以外は京都弁で喋る人物が多い。殺風景でシリアスな作風で物語が描かれていく。

## あらすじ
天才勝負師・勝の麻雀賭博物語。
第零話
旅打ちの勝負師・勝は、旅の途中で雨が降り困っていたところ、旅館・山田屋の少女が現れて自身の旅館に来るように誘われる形で旅館に赴く。そこではたちの悪い麻雀打ち3人組が少女の兄を麻雀で追い詰めていた。それを見かねた勝は少女の兄の代打ちとして途中から参戦して勝利を収め、勝は旅館を後に去っていった。
京都編
初めて京都にきた勝は、それを前後してチンピラ風の青年・シュンに財布を掏られてしまう。シュンは仲間とともにイカサマ麻雀で客から金を巻き上げる卑劣な麻雀打ちだが、殺風景な麻雀打ちがきたのと前後して勝負中にイカサマがばれ、その落とし前として指を駆られそうになるも、勝るが現れて麻雀でケジメをつけることを提案されて勝負した末に勝が勝利。勝は掏られた財布をシュンとともに探し、見つけたのと前後してシュンからこれまでの事情を聞かされることになる。その真相は、シュンの幼馴染で舞妓・志乃が悪徳医師・能身に水揚げされそうになっており、志乃と町を出るために金をかき集めていたというものであった。シュンは勝に代打ちを頼み金を渡すが、心情を理解した勝は金の受け取りを拒否して2人で協力して志乃を守ることにした。勝は雀荘・みやこのマスターから紹介された高レート雀荘・楽薗に赴き、その常連である吉川に勝利、その後、能身に対抗するために志乃に麻雀を教え込む。その後、勝は能身の手の者に拉致されて麻雀を強要されるが勝利した後、能身一派の双子の麻雀打ち・左京・右京コンビと対峙。そして壮絶な勝負の末に…。

## 登場人物

### 主要人物
勝
本作の主人公。左頬の十字傷が特徴。普段は平凡だが、勝負する際には別人のように性格が変わり、どんな危機に陥っても勝利を収める天才勝負師。
前作『ギャンブルッ!』の主人公・京本マサル本人であり、作中の自身の財布の中身にはマサルとジャンと一葉らしき人物の写真が入っている描写がある。

### 旅館・山田屋
山田屋の娘
名前不明。雨の中、勝が困っていたところを自身の旅館に案内する。
山田屋の娘の兄
名前不明。危機に陥っていたところを勝に救われる。これを機にギャンブルをやめた。
雀ゴロ3人組（仮称）
それぞれ下家・対面・上家の順に眼鏡・スーツ・スキンヘッドが特徴の3人組。対面のスーツが3人のリーダー格。
三人同時リーチを掛け、山田屋の兄を追い込むが、南4局（オーラス）の途中で勝が参戦したことにより流れが変わり敗北。実は聴牌していたのは対面のスーツの男だけであり、残りの二人はノーテンの上、手牌も何も見ておらず、三人同時リーチはブラフだった（一度も仲間内で振り込んでいない）。勝がそれに気付いたのはカンドラをめくるとき、スーツの男だけしか見ていなかったことであった。

### 京都
シュン
チンピラ風の青年。勝にぶつかり財布を掏るが、空だったために鴨川に投げ捨てる。
「麻雀みやこ」にてそばかすの男とみやこの店員と結託し、あらゆるイカサマで相手から金を巻き上げる。シュン自身は吊り技が特技。
マスターが呼んだ勝負師にイカサマがばれ、指を刈られそうになったところを勝に救われる（もっとも、勝がみやこに辿り着けたのは自身が勝の財布を掏り逃亡時に落としていった宣伝ライターである）。以降、しばらく勝と行動を共にする。
志乃
シュンの幼馴染で舞妓。能身に対抗すべく勝らから麻雀を教わる。
月乃
同じ置屋で育った志乃の姉的存在。能身に対抗すべく志乃に麻雀を教える。

#### 雀荘・麻雀みやこ
「麻雀みやこ」マスター
雀荘「麻雀みやこ」のマスター。丸顔と団子鼻が特徴。一見温厚そうだが、吉川に金と腕を持つ打ち手を紹介し、紹介料として勝ち分の20%をせしめる小悪党。体に刺青があり、本性は裏の住人そのもの。指刈り勝負師との一件後、勝に巻き込んでしまった謝罪も兼ねて勝の所持金と実力を見込み、賭場「楽薗」を紹介する。
「麻雀みやこ」店員
シュン達と結託し、通し（サイン）を行い客から金を巻き上げる。マスターが呼んだ勝負師に指を3本刈られ重傷を負い、救急車搬送となった模様。
指刈り勝負師（仮称）
イカサマで客から荒稼ぎするシュンたちに業を煮やした「麻雀みやこ」のマスターが呼んだ勝負師。気配を断ち切って背後に接近するなど暗殺者を想わせる風貌。イカサマをした者の指を刈り取ることを仕事としており、指を大量に入れたホルマリン入りの瓶と背広の裏に指を駆るメスなどの凶器を忍ばせ常備している等非常に危険な打ち手。「昔はサマしたら腕1本…指なら安いモノだろ…?」と発言するなど性格は冷酷かつ非情。雀暦（賭博暦）は20年以上裏の世界で凌いできた腕前があり、イカサマ技を看破する優れた動体視力と観察眼、それを咎める暴力を有する。
イカサマをしたシュンの指を刈ろうとしたところ、丁度そこに来た勝に止められ、勝の300万とシュンを賭けたサシウマを行う。「勝がツモでもロンでもあがるたびにシュンの指は1本ずつ失う」不利な条件を出すも、それが適用されない流し満貫でかわされ、さらにマネマンを認めたうえで応戦するも敗北。その後、自身の負けを認めず喚くが、勝に再戦を持ちかけられた上「次はあんたが指を賭けろ」という脅しに屈し、指入りの瓶を置いて逃げた。

#### 楽薗
吉川
染物屋の勝負師。染め手を得意とする。後天性の色盲であり、染物屋はすでに引退している。超高レートの賭場である楽薗にて常勝する凄腕の打ち手。

#### 能身一派
能身
能身医院を経営する医師。志乃を手に入れようと画策する。
左京&右京
志乃を賭けた麻雀で能身の代打ちとして雇われている双子の麻雀打ち。喜怒哀楽の感情が豊かで暖色系の長髪、八重歯があるのが弟の左京、無表情で冷徹、寒色系の長髪が兄の右京。

## 書籍
- 鹿賀ミツル 『GAMBLER! -勝負師-』 竹書房 〈近代麻雀コミックス〉、既刊2巻
  1. 2011年1月20日発売 ISBN 978-4-8124-7496-9
  2. 2011年10月7日発売 ISBN 978-4-8124-7669-7

- 鹿賀ミツル 『GAMBLER! 魔性の麻雀』 竹書房 〈バンブー・コミックス〉、1巻
  - 2013年7月29日発売 ISBN 978-4-8124-8231-5